# Bagrut

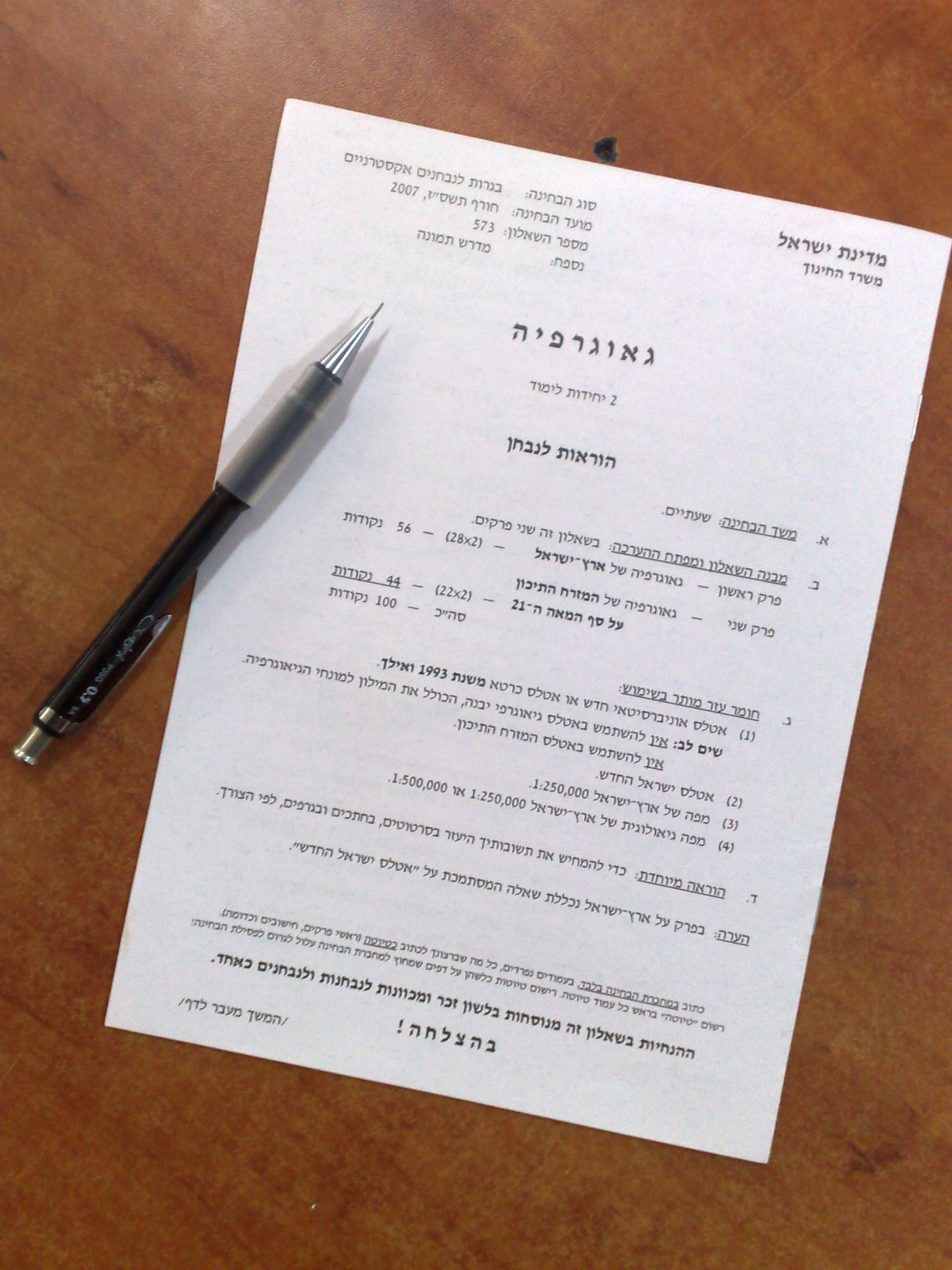
A primeira página de um exame de bagrut em geográfia do nível de estudos mais fácil, de uma "yechida", administrado no ano letivo de 2007

Bagrut (em hebraico: madureza) é a qualificação escolar israelense, obtida depois de 12 anos de escola e dá o direito ao aluno para continuar os estudos nas universidades e escolas superiores. A condição para obter a qualificação é passar várias provas escritas e orais em matérias diferentes. O conteúdo das provas e das matérias é regulado pelo ministério da educação. O ensino de Israel é considerado a vanguarda dos países asiáticos no que diz respeito a inclusão socioeconômica.

## Matérias obrigatórias
Cada aluno que quer obter a qualificação tem que mostrar conhecimentos em matérias básicas das ciências exatas e humanas. Os exames são administrados entre 2 e 5 níveis de estudos, dependendo da matéria, e de acordo com as capacidades e aptidões do aluno. As provas obrigatórias são:
- Gramática hebraica ou árabe (dependendo da língua-mãe do aluno).
- Dissertação hebraica ou árabe
- Bíblia ou escrituras sagradas (dependendo da etnia do aluno). Esta matéria trata dos aspectos científicos da bíblia e não dos aspectos religiosos.
- Língua inglesa — gramática, dissertação, literatura e conversação.
- Literatura hebraica e literatura mundial
- Matemática
- Ciência política e conhecimento das minorias étnicas
- História mundial
- História do povo de Israel
- Ginástica
- Pelo menos uma matéria eletiva no nível de dificuldade de 5 unidades (o mais alto). Alunos que desejam ingressar em faculdades científicas ou de engenharia devem passar exames nos níveis altos das matérias científicas. Há uma ampla variedade de matérias oferecidas em vários níveis de dificuldade nos diferentes ramos das ciências, das humanidades, das línguas, das artes e das tecnologias.

## Cálculo final das notas
Geralmente, a nota final em cada matéria é calculada pela média entre a nota no exame externo nacional de bagrut em si em cada matéria e a nota interna escolar final do aluno na matéria, avaliada por seus professores, em base de seu desempenho escolar e em seu resultado em uma prova final interna na escola, nos moldes do exame de bagrut na mesma matéria. Se a nota interna escolar (com peso de 50% na média) é significantemente mais alta que a nota externa do ministério da educação, o ministério pode exigir que o aluno faça de novo o exame de bagrut na matéria, e até decidir anular a nota interna e incluir no diploma a nota que o aluno recebeu no exame externo, sem fazer a média com o interno. Porém, a tendência geral das escolas é administrar aos alunos provas internas mais difíceis que o exame externo típico.

## Peso da média do diploma de Bagrut na admissão para faculdades
Em geral, a média das notas do diploma tem um peso de 50%, dependendo da instituição superior que o aluno deseja cursar. Os outros 50% levam em conta a nota em um exame psicométrico nacional padronizado.
O nível de dificuldade de cada matéria é quantificado por "unidades de estudo" (em hebraico: "yechidot limud), cujo numero representa a factorização da nota na média final. Por exemplo um aluno que graduou-se no segundo grau com uma nota de 84 em história no nível de 3 unidades - No cálculo da média final do diploma esta nota deve pesar multiplicada por 3)
Alunos que fizeram exames de bagrut nos níveis mais altos de certas matérias, como por exemplo os níveis  de 4 ou 5 unidades em matemática, física, química e inglês ganham um significante bonus no cálculo interno da média do diploma pela universidade, dependendo também se a matéria é essencial para a faculdade a cursar. Este bonus acrescenta-se à nota, cujo peso na média é de acordo com o nível de dificuldade, as "unidades de estudo". Por exemplo, na candidatura para engenharia ou ciências no instituto tecnológico Technion, a instituiçâo acrescenta à notas de matemática, física, química, inglês ou matérias tecnológicas, como computação ou eletrônica, dos níveis 4 e 5 yechidot, um bonus que vária entre 15% e 25% na nota, além do grande peso proporcionado à nota pela factorização com o número relativamente alto de unidades (que representa o nível). Assim, uma média de um diploma de bagrut calculada por uma instituição superior pode ser acima de 100.

## Opções alternativas para ingresso ao ensino superior em Israel de alunos sem diploma de Bagrut

### Repetição de exames
Alunos sem diploma de bagrut tem a opção de fazer de novo independentemente os exames de bagrut em anos seguintes. Para tal, não há limitação alguma de idade, e é possível até passar os exames de maneira cumulativa durante anos, até qualificar-se para obter do ministério de educação de Israel o desejável diploma, muitas vezes necessário não só para admissão a faculdades, mas também como prerequísito mínimo para vários empregos. Os resultados dos exames são validos para a vida inteira, e é sempre possível fazer de novo os exames para melhorar a média das notas do diploma. Muitas vezes isso é essencial, especialmente para alunos que competem para vagas em faculdades de alta demanda, nas prestigiosas universidades públicas.

### Cursos preparatórios intensivos em universidades e faculdades particulares
Alunos que concluiram o ensino médio sem diploma de bagrut ou passaram somente em parte dos exames, podem tentar ingressar na faculdade depois de participar dos cursos preparatórios anuais rigorosos e intensivos, denominados mechiná, das faculdades e universidades israelenses. No final desses cursos, o aluno participa de exames internos da universidade e a nota média final serve na mesma instituição no lugar do diploma de bagrut. Alunos estrangeiros sem um diploma equivalente ao diploma bagrut, como por exemplo o francês Baccalauréat ou o Abitur alemão, podem ser recebidos para a faculdade depois de concluir com exito tais cursos nas diferentes universidades, que incluem também aprendizado das línguas hebraico e inglês.